# Johan Patrik Ljungström
Johan Patrik Ljungström, född 1784 i Stockholm, död 1859, var en svensk juvelerare, uppfinnare och dykpionjär. Han var första privata undervattensdykaren i Sverige.
Hans verk, ibland signerade JP Ljungström (JPL), finns bland annat representerade i Nordiska museet i Stockholm och Bohusläns museum.

## Biografi
Ljungström föddes 1784 som son till Christian Fredrik Ljungström, länsman, och Anna Elisabeth (född Tengman). Han var gift tre gånger: med Fredrika Charlotte (född Skarstedt), Maria Christina (född Spaak) samt Britta Catharina (född Bagge). Han fick barn i alla äktenskap. Däribland sonen Jonas Patrik Ljungström.
Ljungström var aktiv som juvelerare och borgare i Stockholm, Uddevalla och Sankt Petersburg,  Ryssland. Bland verk från hans ateljéer märks oblatskrin förvarade av Svenska kyrkan och smycken förvarade av Nordiska museet, utöver i lokala kulturhistoriska museer. Guldsmedsateljén i Bohuslän, som övertogs av ättlingar, tillhör regionens äldsta i befintlig verksamhet.
Som uppfinnare utmärkte han sig som pionjär inom gasbelysning. Efter experiment i egen ateljé med koppar, mässing och kristall, uppvisades den nya tekniken i form av en triumfbåge omkring Uddevallas stadsport inför kung Karl XIV Johans besök i staden 1820.
Ljungströms dykningsintresse sporrades av ett påstående av den svenske experten Rosenberg om omöjligheten att nå ett särskilt svåråtkomligt skeppsvrak. Ljungström lät tillverka en dykarklocka i förtennad koppar, utrustad med kompass och med utrymme för en besättning om 2-3 personer med kommunikationsmöjligheter genom signalutrustning. År 1825 nedsänktes dykarklockan 25 alnar i djupet (motsvarande omkring 16 meter enligt västgötskt alnmått) med Ljungström och en assistent ombord. "Denna sak", rapporterar ett rådhusprotokoll, var "så väl uttänkt af Ljungström för dess beqvämlighet, att få ogenerad gå ned på sjöbotten, att det suprinerade hela Samhället af hvilka de flesta voro åskådare."
År 1827 författade Ljungström Strödda anteckningar, rörande dykeri- och lots-inrättningarna, där han presenterade idéer för införande av en privat sektor motsvarande de dittillsvarande statliga dykerikompanierna.
Omkring 1830-talet flyttade han till Sankt Petersburg där han var medlem i Sankta Katarina kyrka, dit även Immanuel Nobel den yngre (1801–1872) var knuten och med vilken han kan ha haft samröre inom undervattensteknik.
Han återkom till Sverige vid slutet av sitt liv där han slog sig ned som ålderman i Stockholm.